# Miguel Luís Rocuant
Miguel Luís Rocuant (Valparaíso (Chile), outubro de 1877 — Santiago (Chile), 2 de fevereiro de 1948) foi um diplomata e poeta chileno. Foi embaixador do seu país no México (1927-1928), Bolívia (1928), Cuba, Venezuela, Panamá e República Dominicana (1929-1930).
Filho de Toribio Rocuant e Isabel Figueroa, Miguel Luis Rocuant nasceu em Valparaíso em outubro de 1877. Estudou em Santiago sob custódia do político e orador Isidoro Errázuriz, que colocou à disposição do jovem Miguel Luis a sua enorme biblioteca.
Rocuant logo demonstrou preocupações literárias: em 1902 publicou o livro Brumas, com um prólogo de Marcial Cabrera Guerra, em 1905 Poesías e, três anos depois, o volume intitulado Impresiones de la vida militar. Em 1917, o nome ocupou o quinto lugar na antologia poética Selva Lírica e, no ano seguinte, fundou a Revista de Artes y Letras junto com Fernando Santiván, onde publicou ensaios sobre arte que foram posteriormente reunidos no livro Tierras y Cromos, publicado em 1921. Mais tarde publicou uma série de obras estéticas: o lírico e o épico, dedicado ao estudo da poesia, os Las Blancuras Sagradas, à escultura e Los ritmos anunciadores, à música.
Também publicou algumas novelas, como El crepúsculo de las catedrales (1935) e Con los ojos de los muertos (1940), e livros de impressões de viagens, como San Sebastián de Río de Janeiro (1921) e En la barca de Ulises (1933).
Tal como no caso de muitos outros jovens escritores da sua geração, Miguel Luis Rocuant prosseguiu uma carreira diplomática, tornando-se o Subsecretário de Relações Exteriores do governo de Emiliano Figueroa Larraín e foi embaixador em vários países latino-americanos.